# 南蔵院 (柏市)
南蔵院（なんぞういん）は、千葉県柏市にある真言宗豊山派の寺院。

## 歴史
創建年代は不明である。ただ同市手賀の興福院の末寺で、興福院住職の隠居寺ということから、興福院の開創以降に創建されたものと推測される。その後、室町時代中期に秀尊（秀伝）によって中興された。
当院には、正体不明の神像がある。「おびんづる様」と呼ばれ、摩耗の度が激しく何の像か不明であるが、当院には古くから「天神堂」があることから、この堂の中にあった天神像の可能性がある。
当院の境内の北東は崖になっており、かつては湧水が湧き出ていた。これを利用する水行が明治初期まで行われていた。

## 交通アクセス
- 路線バス手賀農協前停留所より徒歩19分。